# Dentículo
Los dentículos dérmicos, o simplemente dentículos, son estructuras que se encuentran en la superficie corporal de muchos insectos y peces cartilaginosos.
En los peces cartilaginosos, como los tiburones, los dentículos sustituyen la función de las escamas. Son similares a la estructura de los dientes, y es posible que los dientes hayan evolucionado de los dentículos en las estructuras de los peces primitivos. En los tiburones se forman de la dentina de papilas cutáneas. La forma de los dentículos varía de especie a especie y puede ser utilizada en la identificación. 
La piel denticulada de los tiburones puede ser tan áspera como una lija, y en algunas sociedades se usaba para tal fin. Sin embargo, la textura rasposa solo se siente cuando se desliza la mano en dirección de la cola a la cabeza. Si se hace en la dirección opuesta, produce una sensación de suavidad. Se ha observado que los tiburones llegan a utilizar la textura de su piel para infligir heridas a su presa.
La función de los dentículos es crear una barrera en contra del agua para facilitar el nado. Además permiten que los tiburones naden en silencio para no ser detectados por las presas y/u otros depredadores.
No deben confundirse con los dentículos de la rádula de moluscos y equinodermos, cuyo empleo es limar o roer el alimento.
- Datos: Q704131
- Multimedia: Fish scales / Q704131